# Challenger de Nonthaburi 2023
El torneo Nonthaburi Challenger 2023 fue un torneo de tenis perteneció al ATP Challenger Tour 2023 en la categoría Challenger 75. Se trató de la 4ª edición; el torneo tuvo lugar en la ciudad de Nonthaburi (Tailandia), desde el 2 hasta el 8 de enero de 2023 sobre pista dura al aire libre.

## Jugadores participantes del cuadro de individuales
| Favorito | País                    | Jugador           | Rank1 | Posición en el torneo |
| -------- | ----------------------- | ----------------- | ----- | --------------------- |
| 1        | Bandera de Hungría      | Fábián Marozsán   | 173   | Segunda ronda         |
| 2        | Bandera de Austria      | Dennis Novak      | 180   | CAMPEÓN               |
| 3        | Bandera de China Taipéi | Wu Tung-lin       | 184   | FINAL                 |
| 4        | Bandera de Francia      | Antoine Escoffier | 205   | Semifinales           |
| 5        | Bandera de Italia       | Gianluca Mager    | 167   | Primera ronda         |
| 6        | Bandera del Reino Unido | Paul Jubb         | 212   | Primera ronda         |
| 7        | Bandera de Austria      | Max Purcell       | 220   | Cuartos de final      |
| 8        | Bandera de China Taipéi | Hsu Yu-hsiou      | 221   | Cuartos de final      |

- 1 Se ha tomado en cuenta el ranking del 26 de diciembre de 2023.

### Otros participantes
Los siguientes jugadores recibieron una invitación (wild card), por lo tanto ingresan directamente al cuadro principal (WC):
- Maximus Jones
- Palaphoom Kovapitukted
- Thantub Suksumrarn

Los siguientes jugadores ingresan al cuadro principal tras disputar el cuadro clasificatorio (Q):
- Alafia Ayeni
- Evgeny Donskoy
- Giovanni Fonio
- Dayne Kelly
- Lucas Pouille
- Henri Squire

## Campeones

### Individual Masculino
- Dennis Novak derrotó en la final a  Wu Tung-lin, 6–4, 6–4

### Dobles Masculino
- Marek Gengel /  Adam Pavlásek derrotaron en la final a  Robert Galloway /  Hans Hach Verdugo, 7–6(4), 6–4